# 賓玉瓚
賓玉瓚（1871年—1940年），字楷南，湖南湘潭縣錦石鄉人。
光緒二十八年（1902年）湖南補行庚子正科、辛丑恩科并科鄉試第一名舉人。此後留學日本，入早稻田大學，攻讀法律，學成歸國。民國初年，任湖南省法政專科學校及廣西法政大學校長。統一共和黨成立，任湘潭縣領導人。後進入北京政府財政部任職，不就辭職，任國史館纂修。晚年信佛，創建湘潭居士林。